# Cementiri de Tiana
El Cementiri de Tiana és una obra de Tiana (Maresme) protegida com a bé cultural d'interès local. El cementiri de Tiana està situat en front de l'antiga església parroquial. Té una esplanada al costat i un camí de terra a cada costat. A la part del darrere hi ha bosc.

## Descripció
Els nínxols es distribueixen al llarg d'un passadís i la part del darrere d'aquest en columnes de cinc. Els forats originals dels nínxols són voltes de maó de pla, la part frontal està pintada de blanc amb la inscripció corresponent de color negre. Els nínxols moderns han desvirtuat la forma tradicional introduint plaques quadrades de marbre o granit. Al costat de l'entrada hi ha un mausoleu amb una petita capella enfront. A la part del darrere, hi ha tombes excavades al terra.
El cementiri queda tancat per un mur de pedra pintat de blanc. El portal d'accñes és rectangular coronat per un frontó. La porta és de fusta i ferro. En el portal hi ha la inscripció: "Mortui Oui in Dominio Moritur".